# Julian von Tarsus

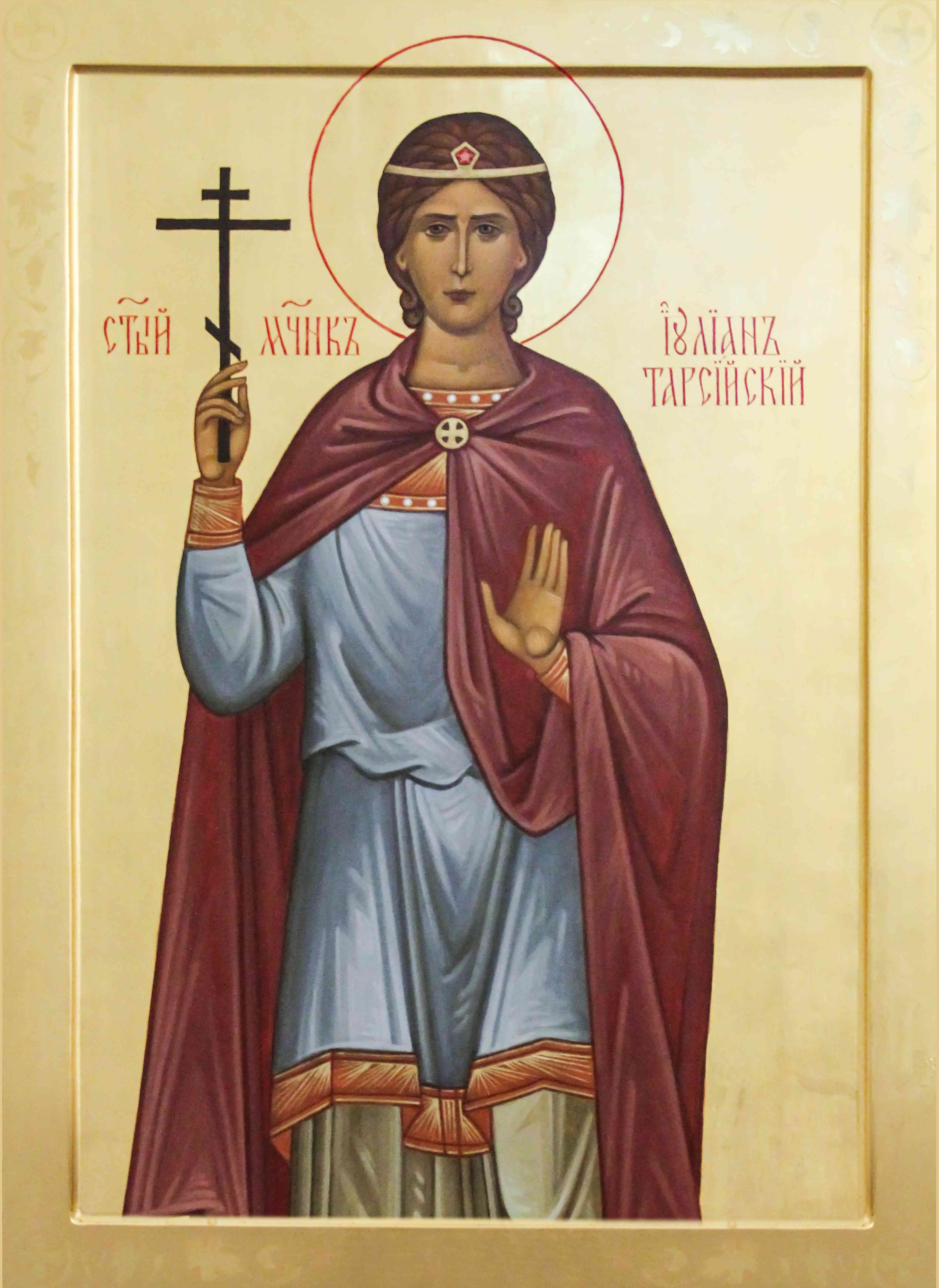
Ikone des Heiligen in der Sophienkathedrale von Puschkin

Julian von Tarsus, auch von Anazarbos, von Antiochia und von Cilicien (* in Anazarbos, Kilikien; † im 4. Jahrhundert) war ein christlicher Märtyrer. Er ist nicht mit Julian von Antinoë zu verwechseln, mit dem er sich einen Gedenktag, den 21. Juni, teilt.
Gedenktage sind in der Armenischen Kirche der 18. April, in der Katholischen Kirche der 16. März und Orthodoxen Kirche der 21. Juni.

## Legenden
Der Überlieferung nach wurde Julian als Sohn eines paganen Vaters und einer christlichen Mutter in Kilikien geboren. Nach dem Tod des Vaters zog seine Mutter mit Julian nach Tarsus, wo er christlich erzogen wurde. Im Zuge der Christenverfolgungen durch Diokletian wurde er inhaftiert, durch verschiedene Orte der Landschaft Kilikien geschleppt und in diesen auf Befehl von Statthalter Marcian auf unterschiedliche Weise gequält. So wurde er beispielsweise zu „wilden Tieren“ gesteckt. Sein Lebensende fand Julian von Tarsus, als ihn der Statthalter in einen Sack mit Sand stecken und anschließend im Meer versenken ließ.
Wo er schließlich bestattet wurde, darüber existieren verschiedene Erzählungen. Nach einer Legende wurde seine Leiche in Alexandria an den Strand gespült und dann von Anhängern des Christentums in Alexandria bestattet. Seine Reliquien wurden später nach Antiochia überführt.
Heute ist er insbesondere durch eine Homilie von Johannes Chrysostomos bekannt, die zwischen 380 und 400 verfasst wurde. Eine weitere Quelle über ihn ist eine Kathedralhomilie von Severus von Antiochia. Bei diesen beiden handelt es sich um die frühesten Zeugnisse für den Heiligen.

## Verehrung
Im vierten Jahrhundert existierte sein Grab in einer Basilika von Antiochia. Es besteht die Möglichkeit, dass der Kult in Emesa für Julian von Emesa originär Julian von Tarsus galt.
Seine Gedenktage sind in der Armenischen Kirche der 18. April, in der Katholischen Kirche der 16. März und Orthodoxen Kirche der 21. Juni.
Reliquien des Heiligen sollen sich auf dem Berg Athos befinden, im Kloster des Hl. Pantaleon und im Pantokrator-Kloster.
Neben einem identischen Festtag mit Julian von Antinoë ähneln sich auch die byzantinischen Darstellungen, sodass eine ikonographische Unterscheidung schwierig ist.